# Veronika Holletz
Veronika Holletz (* 25. Juni 1945 in Berlin) ist eine ehemalige deutsche Schwimmerin, die für die DDR antrat. Sie war Europameisterschaftsdritte 1962.

## Sportliche Karriere
Veronika Holletz schwamm bis 1962 für den SC Einheit Berlin und ab 1963 für den aus einer Fusion entstandenen TSC Berlin. Sie war bei den DDR-Meisterschaften 1961 über 100 Meter Rücken Zweite hinter Ingrid Schmidt, 1962 gewann sie den Titel auf dieser Strecke. 1964 spezialisierte sich Holletz auf das Lagenschwimmen. 1964 und 1965 wurde sie DDR-Meisterin über 400 Meter Lagen. 1962 und 1963 gewann sie außerdem den DDR-Meistertitel in der 4-mal-100-Meter-Freistilstaffel.
Bei den Europameisterschaften 1962 in Leipzig schwamm Holletz auf der 100-Meter-Rückenstrecke. Hinter den Niederländerinnen Ria van Velsen und Corrie Winkel gewann Holletz die Bronzemedaille.
Zwei Jahre später qualifizierten sich über 400 Meter Lagen mit Veronika Holletz, Helga Zimmermann und Harriet Blank drei Schwimmerinnen aus der DDR für die gesamtdeutsche Mannschaft. Bei den olympischen Schwimmwettkämpfen in Tokio schieden Zimmermann als 11. und Blank als 14. in den Vorläufen aus. Holletz erreichte das Finale mit der zweitbesten Vorlaufzeit, nur Donna de Varona war 2,6 Sekunden schneller. Im Endlauf gewannen mit Donna de Varona, Sharon Finneran und Martha Randall die drei Schwimmerinnen aus den Vereinigten Staaten die drei Medaillen. Veronika Holletz schwamm in der Europarekordzeit von 5:25,6 Minuten auf den vierten Platz.
Auch bei den Europameisterschaften 1966 in Utrecht trat Veronika Holletz über 400 Meter Lagen an und belegte den vierten Platz.